# Karel Flossmann
Karel Flossmann (13. října 1925, Dominikální Paseky – 22. prosince 2000, České Budějovice) byl český odborník na starozákonní biblistiku a katolický kněz.

## Život
Karel Flossmann studoval za II. světové války v Praze gymnázium, teologii vystudoval v Českých Budějovicích, kde 26. června 1949 přijal kněžské svěcení a byl vyslán do duchovní správy. V roce 1964 dosáhl licenciátu teologie, doktorát z teologie kvůli odporu státních orgánů získal až v roce 1983 na jediné tehdy fungující teologické fakultě, která sídlila v Litoměřicích. Tento doktorát byl právě v oboru Starý zákon.
Po listopadu 1989 začal pracovat na obnovené teologické fakultě v Českých Budějovicích, byl zvolen jejím prvním děkanem a současně zde přednášel Starý zákon. V roce 1991 jej Česká biskupská konference jmenovala ředitelem Českého katolického biblického díla. V roce 1992 se habilitoval na pedagogické fakultě v Českých Budějovicích pro obor Biblické vědy Starého zákona.
Někdy je mu chybně připisována kniha Moudrost ve Starém zákoně, kterou napsal Milan Balabán.

## Publikační činnost
- Seznam děl v Souborném katalogu ČR, jejichž autorem nebo tématem je Karel Flossmann

P. Karel Flossmann publikoval v periodikách:
- Duchovní pastýř
- Katolický týdeník

Knižně vyšly:
- Výklady k mešním textům (1995)
- Liturgický rok A (1995)
- Liturgický rok B (1997)
- Liturgický rok C

| Děkan TF JU   | Děkan TF JU          | Děkan TF JU                 |
| ------------- | -------------------- | --------------------------- |
| Předchůdce: — | 1992 Karel Flossmann | Nástupce: František Kopecký |